# サントン・シティ
座標: 南緯26度06分30秒 東経28度03分15秒 / 南緯26.10833度 東経28.05417度
サントン・シティ（英語: Sandton City）は、南アフリカ共和国ハウテン州ヨハネスブルグ市都市圏E区サントンにあるショッピングセンターである。

## 概要
ヨハネスブルグの新都心であるサントンの中心地に建設された。
隣接するネルソン・マンデラ・スクウェアを含めると144,000 m2の小売エリアで構成されている。

## 施設
ネルソン・マンデラ・スクウェアには高さ6mのネルソン・マンデラ像が建設されている。